# Retrato de Félix Fénéon
Retrato de Félix Fénéon é uma pintura a óleo sobre tela realizada pelo artista francês Paul Signac em 1890. A pintura retrata, ao estilo pontilhista, Félix Fénéon, negociante de arte e activista político, amigo de Signac. Signac mostra o lado enigmático e pouco convencional de Fénéon. Nesta pintura, Signac mistura a abstracção e a figuração; o modelo está estático contra um fundo dinâmico, caleidoscópico e psicadélico. 